# Павон, Франсиско
Франси́ско Паво́н Бараона (исп. Francisco Pavón Barahona; 9 января 1980 года, Мадрид, Испания) — испанский футболист, защитник.

## Карьера
Франсиско родился в Мадриде, и стал воспитанником молодёжной системы «Реал Мадрид», начиная с младшей «Тендильо», до игрока основного состав резервной команды. Дебютировал в Ла Лиге, в матче против «Атлетик Бильбао» на стадионе Сантьяго Бернабеу 6 октября 2001 года, а вскоре после этого победного матча, подписал с клубом семилетний контракт. В дебютном сезоне он провёл 27 матчей в течение сезона и добавил в свой актив, победу в Лиге Чемпионов.
Дебютировал за «Сарагосу» 26 сентября 2007 года в матче 5-го тура чемпионата Испании против «Барселоны».

## Достижения
- Победитель Лиги чемпионов: 2001/02
- Обладатель Межконтинентального кубка: 2002
- Обладатель Суперкубка УЕФА: 2002
- Чемпион Испании: 2002/03
- Обладатель Суперкубка Испании: 2003